# Pomander Walk
Pomander Walk é um complexo de apartamentos e moradias localizado no município de Nova York, em Manhattan. O complexo é composto por 27 edifícios. Cada edifício originalmente tinha um apartamento por andar. Nos últimos anos, alguns edifícios foram reconfigurados para servir como casas para apenas uma família.
Pomander Walk tem um estilo único e se diferencia dos estilos que estão a sua volta. O ex-morador Darryl Pinckney disse que o lugar é "uma inserção de capricho incrível" no Upper West Side. Este local não é aberto ao púlico, algumas visitas podem ser feitas por convite.

## História
O nome do complexo é uma referência a uma peça de teatro de Louis N. Parker, que estrou em Nova York no ano de 1910.